# Grammadera chapadensis
Grammadera chapadensis är en insektsart som beskrevs av Bruner, L. 1915. Grammadera chapadensis ingår i släktet Grammadera och familjen vårtbitare. Inga underarter finns listade i Catalogue of Life.